# Jordan (Belize)
Jordan (auch: Pooc) ist ein Ort im Toledo District von Belize.
2010 hatte der Ort 34 Einwohner, hauptsächlich Angehörige des Volkes der Kekchí.

## Name
Der Name „Pooc“ in der Kekchí-Sprache bedeutet Pflaumenbaum und kommt von den Pflaumenbäumen, die beim Ort wachsen. Der Name „Jordan“ kommt von dem Fluss Jordan im Nahen Osten. Der Ort wurde anlässlich eines Besuchs des Premierministers George Cadle Price umbenannt.

## Geografie
Der Ort liegt zwischen Moho River und Blue Creek an einer Straße, die von Santa Teresa im Südwesten nach Blue Creek im Norden führt.
Beim Ort verläuft auch der Mafredi Creek.

## Klima
Nach dem Köppen-Geiger-System zeichnet sich durch ein tropisches Klima mit der Kurzbezeichnung Af aus.